# Мадона деле Грације (Кунео)
Мадона деле Грације је насеље у Италији у округу Кунео, региону Пијемонт.
Према процени из 2011. у насељу је живело 86 становника. Насеље се налази на надморској висини од 392 м.